# あづま (訓練支援艦)
あづま（ローマ字：JDS Azuma, ATS-4201）は、海上自衛隊の訓練支援艦。艦名は吾妻峡に由来する。この種の訓練専用の新造艦艇は世界的に見ても珍しいものであった。

## 来歴
海上自衛隊では、第2次防衛力整備計画中の1957年に、アメリカ海軍よりKD-2R-3低速標的機10機の供与を受けて、無人標的機（ターゲット・ドローン）の運用に着手した。同年、警備艇（LSSL）「はまぎく」が横須賀地方隊に編入されて無人標的機母艇に改装された。その後、KD-2R-5も導入されたが、同艇では後部甲板が狭く、標的機の発射作業に支障があったことから、1964年にはくす型護衛艦（PF）「くす」が新たに選定され、無人標的機母艦として改装された。
しかし当時、経空脅威の深刻化に伴って5インチ単装速射砲やターター・システムなど、新世代の対空武器システムの配備が進展しており、KD-2R低速標的機では十分な訓練環境を提供できない問題が指摘されるようになっていた。このことから、当時アメリカ軍が3軍で運用していたジェット推進の高速標的機であるBQM-34「ファイアビー」の導入が計画された。当時、アメリカ軍においては地上発射ないし空中発射で運用されていたが、海上自衛隊においては、訓練海域の設定や発射母機の欠如から、このような運用法は不可能であった。このことから、世界で初めてファイアビー高速標的機を艦上運用するプラットフォームとして建造されたのが本艦である。

## 設計
船型としては長船首楼型が採用されており、船首楼甲板が01甲板、その後方の主甲板が第1甲板と設定されている。主甲板（第1甲板）後方は、標的機の運用などを行う飛行甲板とされており、全長の約1/4が確保されている。2層構造の艦橋構造物は船首楼上に配置されており、02甲板前方には半層高めて航海艦橋、後方には標的機誘導機器も備えた戦闘指揮所（CIC）が設置された。側面は、強度確保と重量軽減の観点からコルゲート・パネルが採用された。また、艦橋構造物と分離して設けられた後部構造物には高速標的機格納庫や発射管制室のほか、高速標的機の運用への悪影響低減のため、タンク式の減揺装置も搭載された。なお、高速標的機の格納庫は後部構造物内に設置されているが、低速標的機の格納庫は第3甲板に設置されており、格納庫直後の飛行甲板の中心線上に設けられたエレベータによって連絡されていた。
建造にあたっては、船価低減のため、防衛庁独自の内部規則に則った軍艦構造ではなく、通常の商船構造が採用されている。なお、単に標的機の運用に留まらず、訓練を全般的に支援することを構想して、研究会や会議等に使えるスペースが設けられたほか、限定的ながら真水・糧食の補給も考慮された。
最大速力は、支援対象となる護衛艦部隊が訓練時には原速（12ノット）で航行することを考慮して、これより6ノット優速の18ノットとされた。ただしこの速力では、標的機が誤って艦から遠くで着水した場合、これが水没するまでに回収することが難しいことが判明し、以後の訓練支援艦では高速化が検討されることとなった。主機関は川崎造船・MAN社製V8V22/30ATL V型16気筒ディーゼルエンジンが2基搭載され、1基ずつで両舷の推進器を駆動する方式とされた。
また、電源系統としては、350キロワットのディーゼル主発電機が2基、160キロワットのディーゼル非常発電機が1基搭載された。商船構造であり、戦闘時の被害局限は考慮されなかったことから、機械室は船体中央部の1区画方式とされ、主機関と主発電機を収容した。

## 装備

### センサー・武器システム
対空捜索レーダーとしては、2次防艦で導入が計画されたものの遅延していたAN/SPS-40が搭載された。当時、既に同等の性能を備えたOPS-11を独自開発により装備化していたことから、同機は本艦のみの装備となった。対水上捜索レーダーは標準的なOPS-16が搭載された。
訓練支援艦特有の装備として、訓練射撃を受けて操縦不能に陥った標的機が自艦に近接・衝突の恐れが生じた場合にこれを撃墜するための最低限の火力として、前任の「くす」の装備砲と同型のMk.22 50口径3インチ単装緩射砲およびMk.51 射撃指揮装置が搭載された。また当時対潜艦が不足していたことから、他艦から転活用したAN/SQS-11AソナーおよびMk.2短魚雷落射機も搭載された。

### 標的機
上記の通り、本艦の最重要の装備として計画されたのが、BQM-34「ファイアビー」高速標的機であった。これは海自ではBQMと通称されており、昭和44年度予算でBQM-34Aの導入が認められて翌1970年に受領、同年8月に初飛行に成功し、1971年3月より本格運用を開始した。これはロケット補助推進離陸（RATO）によって発艦したのち、機体のジェットエンジンによって飛翔するものであり、本艦は発射台1基を搭載した。BQMに指令信号を送ると共に同機からのテレメトリー信号を受信する追尾誘導装置として、当初はSTTS（Shipboard Target Tracking System）を搭載した。STTSの空中線部はパラボラ・アンテナであり、艦橋上に搭載されたが、これは、動揺する艦上でBQMを運用するため特に開発・配備された、世界初にして唯一のシステムであった。このため、運用開始直後は5年間で10機を亡失することになったが、この期間中に各種の改正策が施されたこともあり、1976年ごろ以後は安定した飛行が可能となった。その後、BQM-34Aをもとに国産化したBQM-34AJ、性能向上型のBQM-34AJ改へと順次に更新された。
BQMの運用実績は満足すべきものであったが、大型高価格であったことから、1982年からは、より安価な中型高速標的機であるMQM-74「チャカ」が並行して導入された。これに伴い、同年7月から10月にかけて、STTSを高速標的機艦上追尾管制装置（Target Control and Tracking System, TCATS）に換装した。TCATSはかなり大型のレドームに収容されており、艦容は大きく変化した。当初搭載されていたのはMQM-74C「チャカII」であったが、これは後にBQM-74E「チャカIII」に更新された。
また、当初は「はまぎく」「くす」と同様のKD2R低速標的機も搭載されたが、護衛艦隊の防空火力の向上に伴ってBQM支援回数が増大したことから、KD2Rを並行して運用するのは困難と考えられ、1976年より護衛艦にKD2Rの飛行管制機器を移載する試みが開始されている。当初の搭載数は、高速標的機3機、低速標的機10機であった。
なお、これらの標的機は飛行甲板から運用されるが、ここは標的機の発射台等を撤去すれば中型ヘリコプターの発着にも対応できた。
その他に、水上射撃訓練に用いる標的船を16ノットの速力で曳航出来るワイヤーと機力巻取装置を装備していた。

## 運用
「あづま」は竣工後、自衛艦隊に直轄艦として編入され、対空・対水上射撃訓練に用いられ練度向上に重要な役割を果たした。しかし、「あづま」の建造が計画された当時の護衛艦が砲を主体とした艦艇が多かったのだが、対空・対水上兵装が砲からミサイルに主体が移ると「あづま」の装備は陳腐化していった。しかし、長年に亘り訓練に用いられ、唯一の訓練支援艦として護衛艦隊を影から支える重要な艦であった。
「あづま」の装備では対応出来ない訓練に用いる目的で1989年には「くろべ」が建造され、その後、老朽化が進行し代艦である「てんりゅう」が建造された1999年に除籍された。

## 艦歴
第3次防衛力整備計画に基づく昭和42年度計画艦4201号艦として、舞鶴重工業舞鶴造船所で1968年7月13日に起工され、1969年4月14日に進水、1969年11月26日に就役し、自衛艦隊に直轄艦として編入され呉に配備された。
1994年6月24日、護衛艦隊直轄艦に編成替え。
1999年5月28日、除籍。約30年の就役期間中、総航程約624,000浬（地球約29周）、標的機の支援回数ファイアビー504回、チャカ344回、低速ドローン469回と合計1317回もの訓練支援任務に従事した。